# Phare de Söderarm
Le phare de Söderarm (en suédois : Söderarms fyr) est un feu inactif  situé sur la petite île de Söderarm en mer d'Åland, appartenant à la commune de Norrtälje, dans le Comté de Stockholm (Suède).
Le phare de Söderarm est inscrit au répertoire des sites et monuments historiques par la Direction nationale du patrimoine de Suède .

## Histoire
Söderarm est un petit archipel en Mer d'Åland située à environ 25 km au nord-est de Kapellskär. Le phare actuel marquait l'entrée de la voie navigable vers les ports de Kapellskär, Norrtälje et Stockholm.
Au 17e siècle, les premiers amers terrestres ont été construits sur l'île Thorskär, dans l'archipel de Söderarm. En 1839, le phare fut construit et l'île dotée de personnel. La lumière d'origine, avec des miroirs réflecteurs, fonctionnait à l'huile de colza. Au cours du 19e siècle des maisons et des bâtiments ont été ajoutés. En 1882, une lampe à kérosène remplaça la première, mais les miroirs restèrent jusqu'en 1928 lorsqu'un objectif de troisième ordre et l'AGA-light de Gustaf Dalén remplacèrent l'ancien équipement. En 1953, le phare fut finalement électrifié et automatisé. Mais la station a toutefois été habitée jusqu'en septembre 1997. En 1999, une lumière automatique  montée sur un mât métallique a remplacé l'ancienne.
Le phare a été désactivé par l'administration maritime suédoise à l'été 2007. Söderarm était considéré comme un exemple typique de phare non nécessaire pour la navigation commerciale moderne. Cependant, l'ancienne lentille et l'équipement d'éclairage restent en place. Le mât métallique a été retiré à l'automne 2009.
Une société touristique gère l'activité dans les anciens bâtiments de la station. Des nuitées sont disponibles dans la maison du gardien. Söderam a gardé sa station météorologique de l'Institut suédois de météorologie et d'hydrologie. Le phare a été protégé par la loi suédoise depuis 1935 en tant que bâtiment culturellement important.

## Description
Le phare  est une tour cylindrique en granit de  21 mètres de haut, avec une galerie et une lanterne. Le phare est peint en blanc avec une bande rouge, et la lanterne est noire. feu isophase Il émettait, à une hauteur focale de 31 mètres, un éclat blanc  toutes les 8 secondes. Sa portée nominale était de 16 milles nautiques (environ 30 km).
Identifiant : ARLHS : SWE-059 ; SV-2590 - Amirauté : C6384 - NGA : 9572 .
|          |
| Söderarm |

### Lien connexe
- Liste des phares de Suède